# Detlev von Bülow (Oberstallmeister)
Detlev Adolf Carl Gottlieb von Bülow (* 21. November 1829 in Gudow; † 7. März 1886 in Neustrelitz) war ein deutscher Gutsbesitzer und Hofbeamter.

## Leben
Detlev von Bülow entstammte dem Haus Gudow des weit verzweigten mecklenburgischen Uradelsgeschlechts von Bülow. Er war der älteste überlebende Sohn des Landmarschalls Adolf Gottlieb von Bülow auf Gudow, der schon 1841 starb, und dessen Frau Sophie Dorothea Wilhelmine Amalie geb. Gräfin von Jagow. Nach dem Tod des Vaters übernahm Friedrich Franz von Bülow für die minderjährigen Söhne in Verbindung mit der Witwe die Vormundschaft und Verwaltung von Gudow sowie die Landmarschall-Geschäfte als Vize-Landmarschall. Nach seinem Tod 1848 übernahm Detlev von Bülow die Vormundschaft.
Detlev von Bülow besuchte das Johanneum in Lüneburg. Danach trat er in das Mecklenburgische Dragoner-Regiment ein; 1851 wurde er hier Leutnant.
Am 20. Dezember 1857, nach dem Erreichen der Volljährigkeit der drei überlebenden Brüder Detlev, Fritz und Otto, kam es dem Gudower Hausgesetz entsprechend zur Verlosung des Fideikommisses. Friedrich Gottlieb von Bülow gewann das Los und trat in den Besitz der väterlichen Güter im Herzogtum Lauenburg. Detlev erwarb das Gut Klein Berkenthin, das kleinste der landtagsfähigen Güter im Herzogtum Lauenburg, und trat in den Hofdienst von Mecklenburg-Strelitz. Als Oberstallmeister leitete er von 1869 bis zu seinem Eintritt in den Ruhestand 1883 das 1825 gegründete Landgestüt Neustrelitz.
1866 wurde er von den Besitzern der landtagsfähigen Gütern des Herzogtums zu einem ihrer fünf ritterschaftlichen Abgeordneten in der 1853 vom dänischen König reformierten Lauenburgischen Ritter- und Landschaft gewählt. Durch die Folgen des Deutsch-Dänischen Kriegs und der Gasteiner Konvention hatte diese zunächst noch weiter bestehende Körperschaft jedoch an Einfluss verloren. Sie richtete ihre Kräfte auf eine möglichst umfassende Sicherung der lauenburgischen Sonderrechte bei der Eingliederung in Preußen. Mit der Errichtung des Lauenburgischen Landeskommunalverbands waren diese Bemühungen zumindest teilweise erfolgreich.
Detlev von Bülow war seit 1856 verheiratet mit Mary Luise Ellen, geb. von Biel (* 1833 in London), einer Tochter des Pferdezüchters Wilhelm von Biel und Halbschwester von Thomson von Biel auf Zierow. Das Paar hatte eine Tochter, Olga Charlotte Helene Wilhelmine (* 1857), die 1884 in erster Ehe den Kammerherrn Hermann von Both († 1890) und 1907 in zweiter Ehe den Forstmeister Rudolf von Oertzen († 1914) heiratete.

## Auszeichnungen
- Johanniterorden, Ehrenritter (1865)